# L'Hospitalet de l'Infant
L'Hospitalet de l'Infant és un centre urbà de la costa tarragonina, integrat al terme municipal de Vandellòs i l'Hospitalet de l'Infant i situat a l'extrem sud-occidental de la comarca del Baix Camp.
El centre de la població actual es troba damunt d'un promontori rocós flanquejat per extenses platges i travessat pel curs del Llastres, riu ara reduït a torrent. A la part alta d'aquest promontori es troben les restes de l'hospital construït a mitjans del segle xiv (1344), per voluntat de l'infant Pere d'Aragó i d'Anjou, fill de Jaume el Just i Blanca de Nàpols i qui ha donat el nom a la població: l'Hospital del Coll de Balaguer.
A principis del 2020, el web britànic especialitzat en vacances Globehunters va triar la platja del Torn com la setena millor platja nudista del món, basant-se en criteris com la seguretat, les hores de sol, la temperatura, l'amabilitat amb la comunitat LGBTQ o el preu mitjà de l'allotjament. La llista inclou 45 platges d'Europa, Àfrica i Amèrica, i està encapçalada per la platja de Bolonia (Tarifa, Cadis). La del Torn és, juntament amb la de la Mar Bella (Barcelona), l'única en tot el litoral català.

## Llocs d'interès

### Hospital del Coll de Balaguer
L'Hospital del Coll de Balaguer (tal com és citat en documents medievals) va ser aixecat per oferir allotjament a religiosos, viatgers i mendicants que transitaven per la ruta entre Barcelona i València, per la ruta de l'antiga Via Augusta romana. De fet, la mansio Oleastrum citada pels autors antics Antoní i Estrabó ha estat situada, ja des de finals del segle xix, a l'Hospitalet de l'Infant. En són proves també el mateix nom del riu Llastres (en català 'ullastre', del terme llatí oleaster) i les referències de Ruf Fest Aviè com a 'Oleum flumen' a l'obra 'Ora maritima', com les restes arqueològiques d'època romana trobades a la vila.
Les raons de la fundació de l'antic hospital gòtic per part de Pere d'Aragó, des de 1341 senyor del comtat de Prades i de la baronia d'Entença, obeeixen al desig d'establir les bases per a la repoblació i ressorgiment econòmic de la zona, i mitjançant aquesta construcció fortificada assegurar el control d'una costa aleshores exposada a les freqüents incursions corsàries. L'edifici fundat el 1344 era una estructura de planta quadrada d'uns 55 metres de costat, amb pati central, flanquejada per sis torres: quatre als angles i dues al centre dels costats nord i sud. Al recinte, un excel·lent exemple del gòtic civil català amb grans naus coronades per arcs diafragma sobre els que recolzava l'embigat de fusta, només s'hi accedia per la porta existent a la torre meridional. La construcció, que complí la seva missió d'acollida de viatgers fins a principis del segle xix, es va veure involucrada, per ser una fortificació, a la guerra civil catalana del segle xvi, a la Guerra dels Segadors (batalla del Coll de Balaguer, 1640), va ser objecte d'atacs corsaris i greument afectada durant la Guerra del Francès, fets que implicaren el seu deteriorament.
Situat en un lloc de pas prop de l'antiga Via Augusta, la seva arquitectura és resultat de la combinació de la seva tasca assistencial amb la defensa de la religió front les incursions dels sarraïns i l'amenaça dels bandolers.
El caràcter fortificat de l'edifici queda reflectit en els murs, d'11,7 metres d'alçada, i les torres de 18 metres. En un principi se'n van projectar sis, una a cada angle i dues més al mig dels paraments septentrional i meridional, si bé, pel que sembla, només se'n feren quatre. L'edifici no presenta obertures, a excepció de vestigis a l'extrem nord-est i de les sageteres presents en tot el perímetre.
Actualment, l'hospital s'ha consolidat i resta dempeus una de les quatre torres aixecades, l'entrada a la plaça del Pou, tres façanes i tres arcs gòtics darrere els patis de les cases que hi ha a l'interior.

### Plaça del Pou
L'accés a l'interior del recinte es feia a través d'una porta situada a la torre del cantó del migdia, i no per l'accés actual que comunica amb la plaça Berenguer d'Entença. Aquesta plaça és la urbanització moderna del que fou el pati de l'antic hospital i on, com indica el seu nom, hi havia un pou amb una sínia.

## Festa Major i ermita de Sant Roc
La Festa Major de l'Hospitalet de l'Infant és per Sant Roc, i se celebra a mitjans d'agost. L'últim dia d'aquesta es realitza una caminada popular fins a l'ermita de Sant Roc situada a uns 5 km del centre de l'Hospitalet i a 200 m sobre el nivell del mar.

## Galeria d'imatges

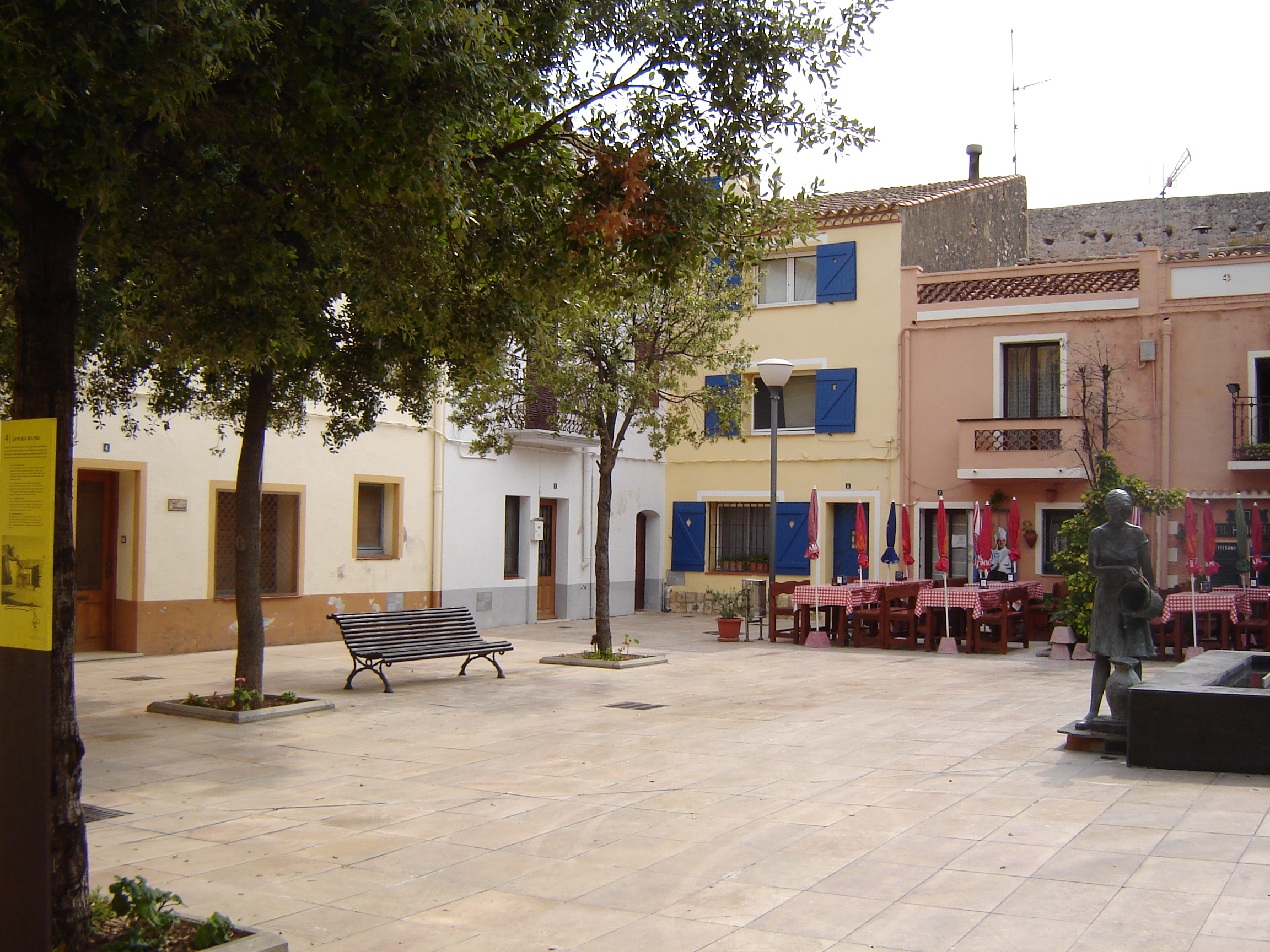
Plaça del Pou.
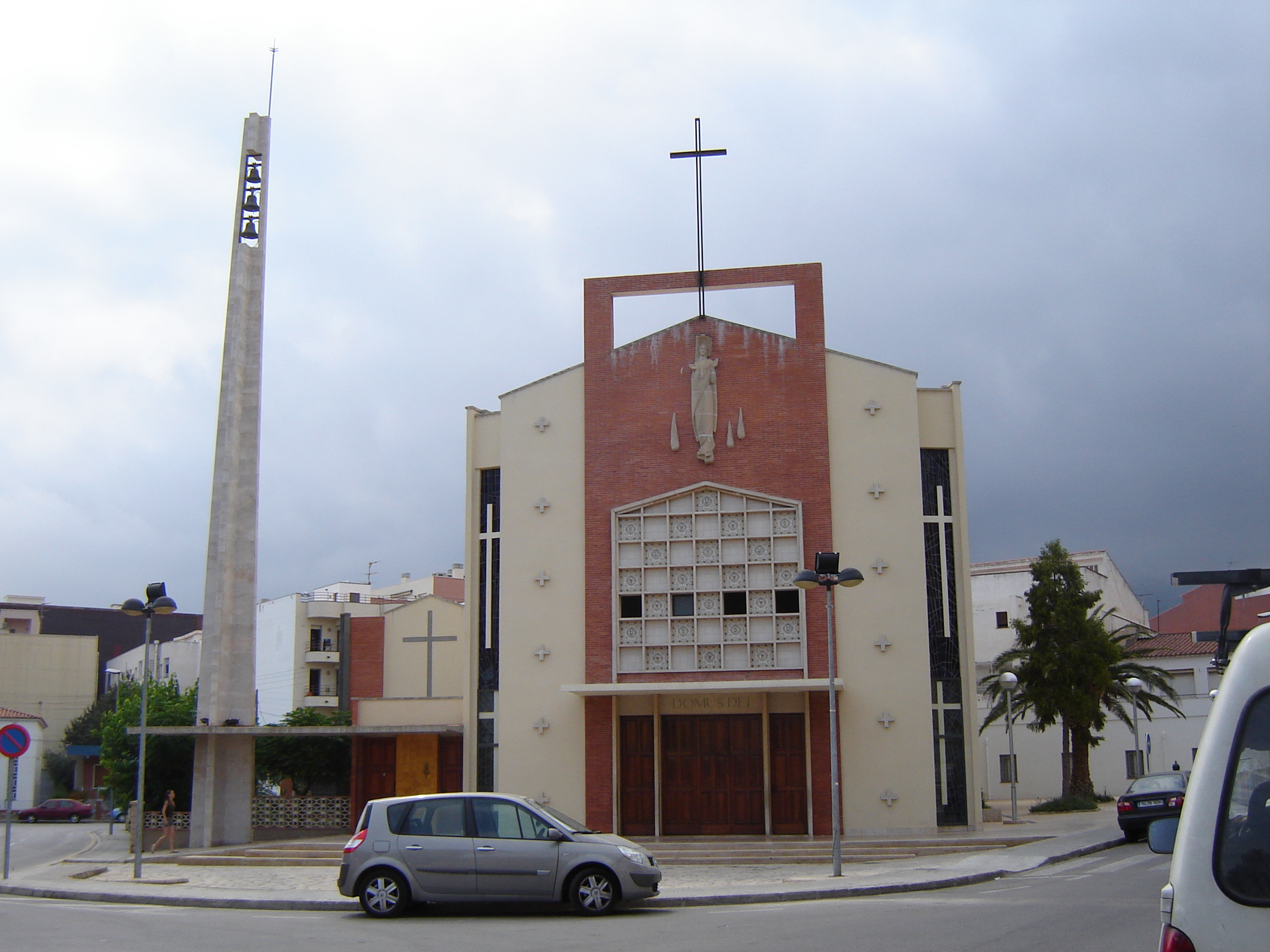
Església de Sant Pere.
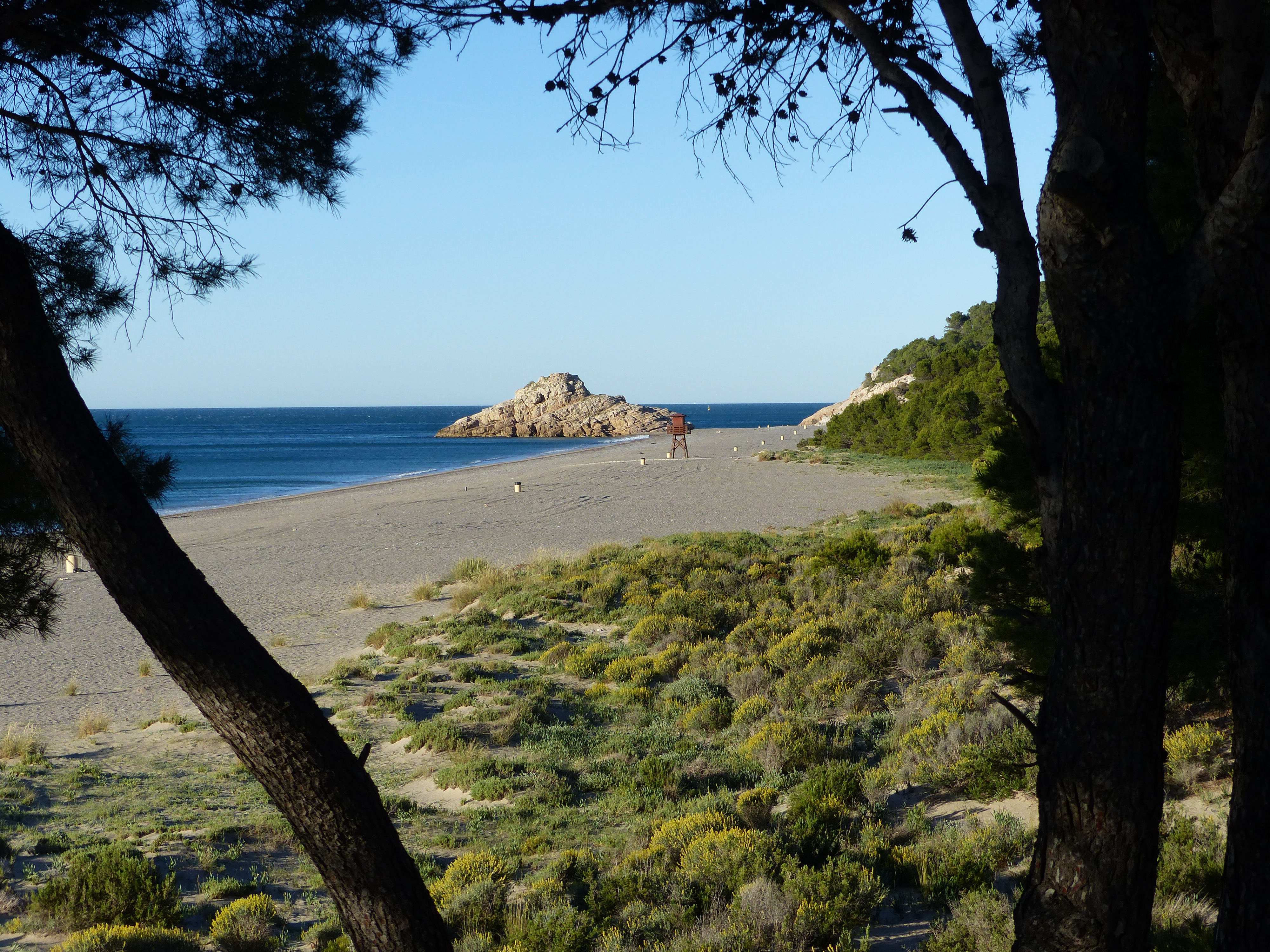
Platja del Torn.